# Luterská růže

Luterská růže

Luterská růže – exponát Muzeum miniaturního profesionálního umění Henryk Jan Dominiak v Tychách – Rozměry 15 x 15 mm

Luterská růže (také Lutherova růže) je znakem luteránství a je odvozena přímo z pečeti, kterou značil své dopisy od konce léta 1530 Martin Luther. Předlohou byl znak na okně v augustiniánském klášteře v Erfurtu, kde Luther pobýval v letech 1505–1512 coby mnich. Zlatý pečetní prsten nechal pro Luthera v augšpurkském zlatnictví vyrobit pozdější saský kurfiřt Jan Bedřich I. Saský, zatímco sám Martin Luther byl z bezpečnostních důvodů v době konání Augsburského říšského sněmu v bezpečí pevnosti Veste Coburg.

## Součást znaků
Luterská růže, respektive růže jí podobná se často používají jako obecné figury v heraldice, tedy výskyt podobné růže ve znaku obce automaticky nemusí znamenat inspiraci luterskou růží nebo nějaký vztah k Lutherovi nebo luteránství. U některých obcí je ale tento význam doložen, například u maďarské  obce Mende nebo rakouské obce Kirchberg-Thening.

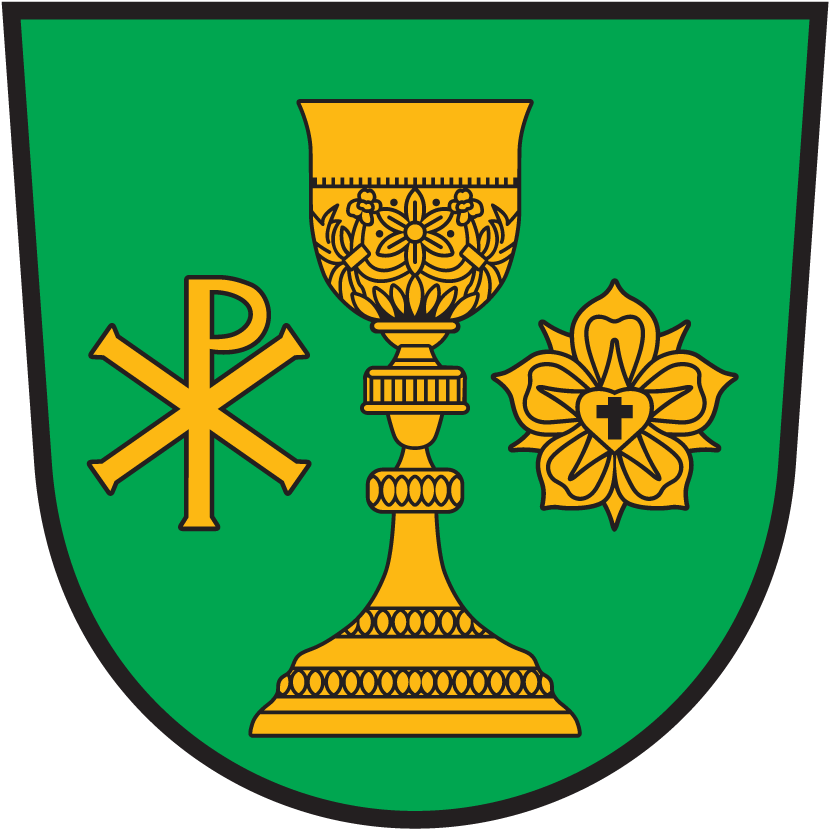
Arriach
Kirchberg-Thening
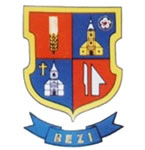
Bezi
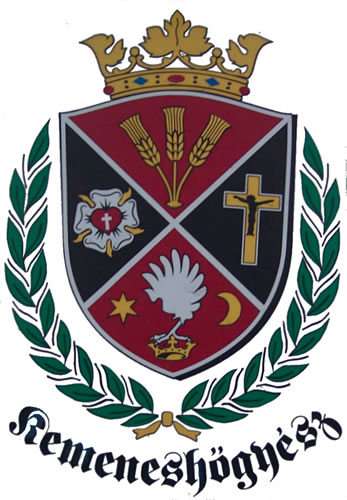
Kemeneshőgyész
Kötcse
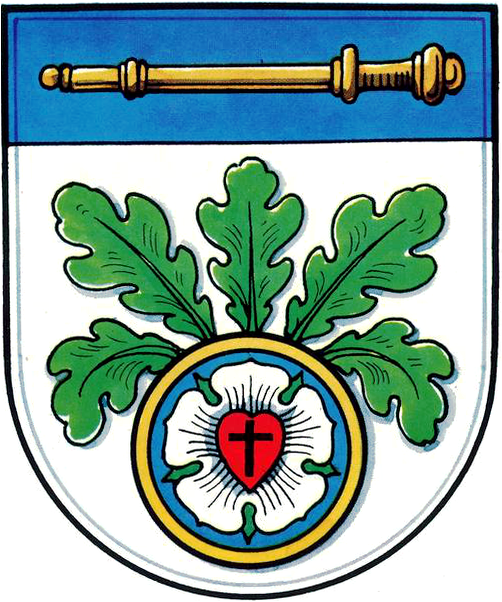
Langenholtensen
Mórichida
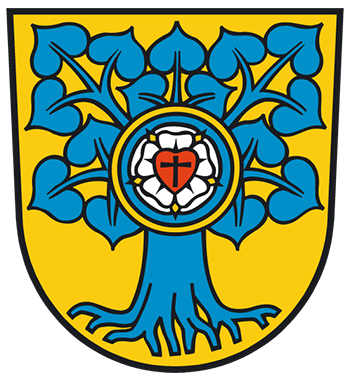
Möhra
Neuendettelsau
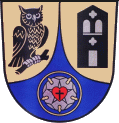
Nohra
Rodgau
Rodgau-Dudenhofen (městská část)
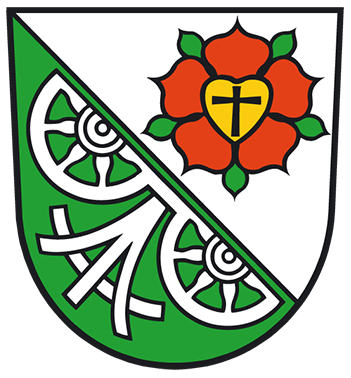
Sünna
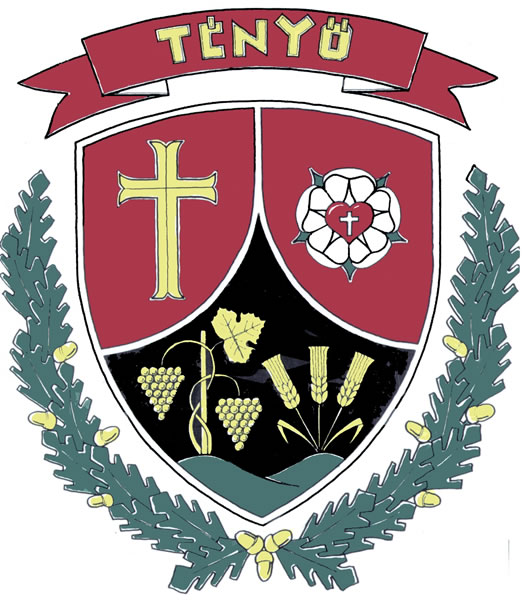
Tényő
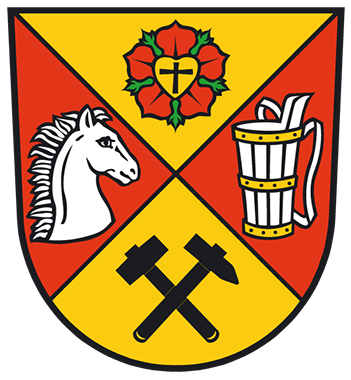
Unterbreizbach
Wain